# ساحة الجهاورة (القطن)
'

تعديل مصدري - تعديل

ساحة الجهاورة هي إحدى قرى عزلة القطن بمديرية القطن التابعة لمحافظة حضرموت، بلغ تعداد سكانها 1225 نسمة حسب تعداد اليمن لعام 2004.